# 東隅酒店
東隅酒店（英語：East Hong Kong），是一間位於香港香港島鰂魚涌太古城的五星級酒店。由太古集團擁有及管理，酒店位處住宅大廈群之中，2012年曾接獲附近居民投訴，其住客沒有拉上窗簾，裸露於人前。

## 設施
酒店1樓設全天候餐廳Feast（Good food to go），在2020年完成翻新。同層亦增設咖啡廳及共享工作空間Domain。而天台設酒吧Sugar（Bar.Deck.Lounge）。

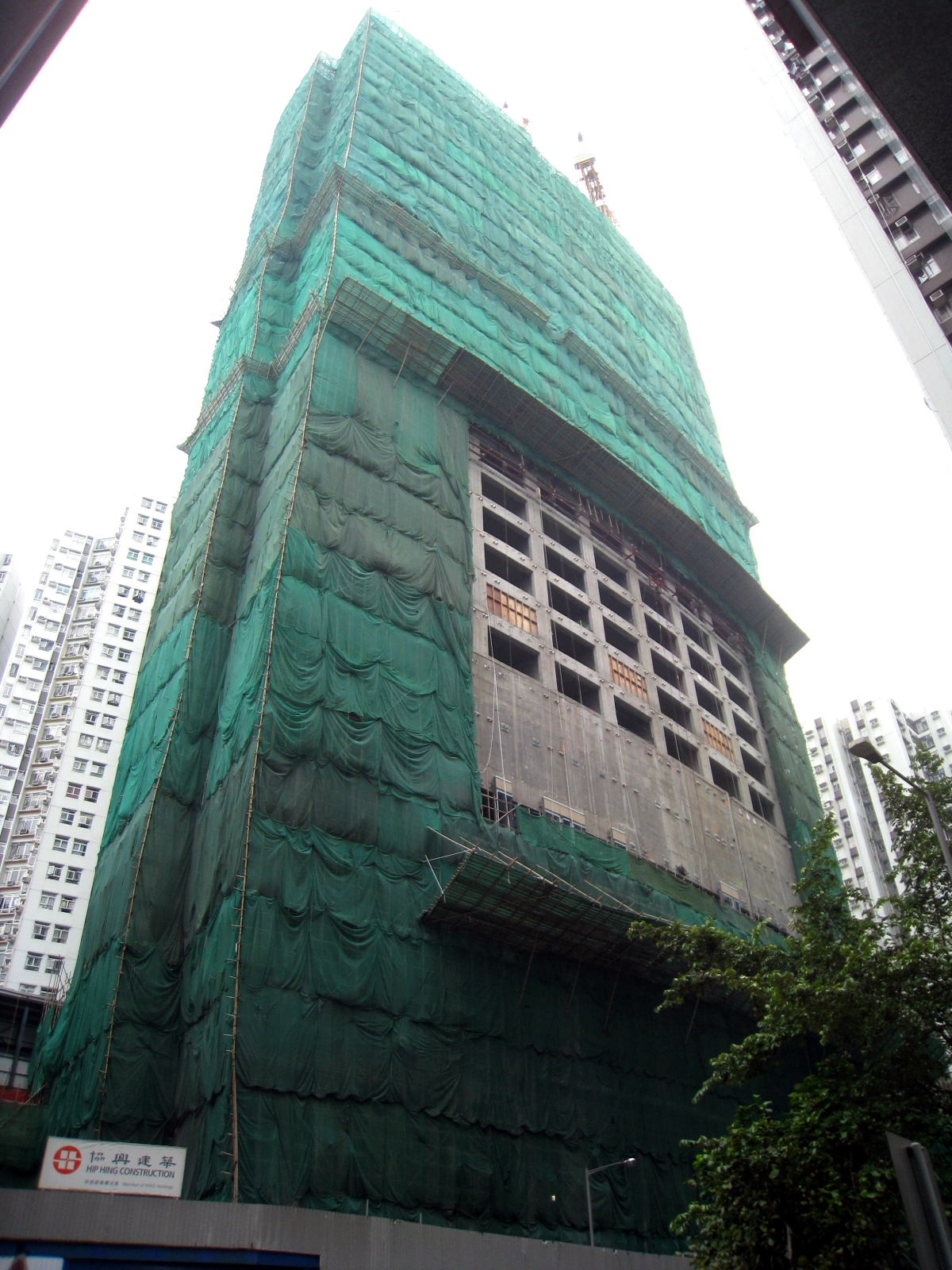
興建中的酒店（2008年10月）
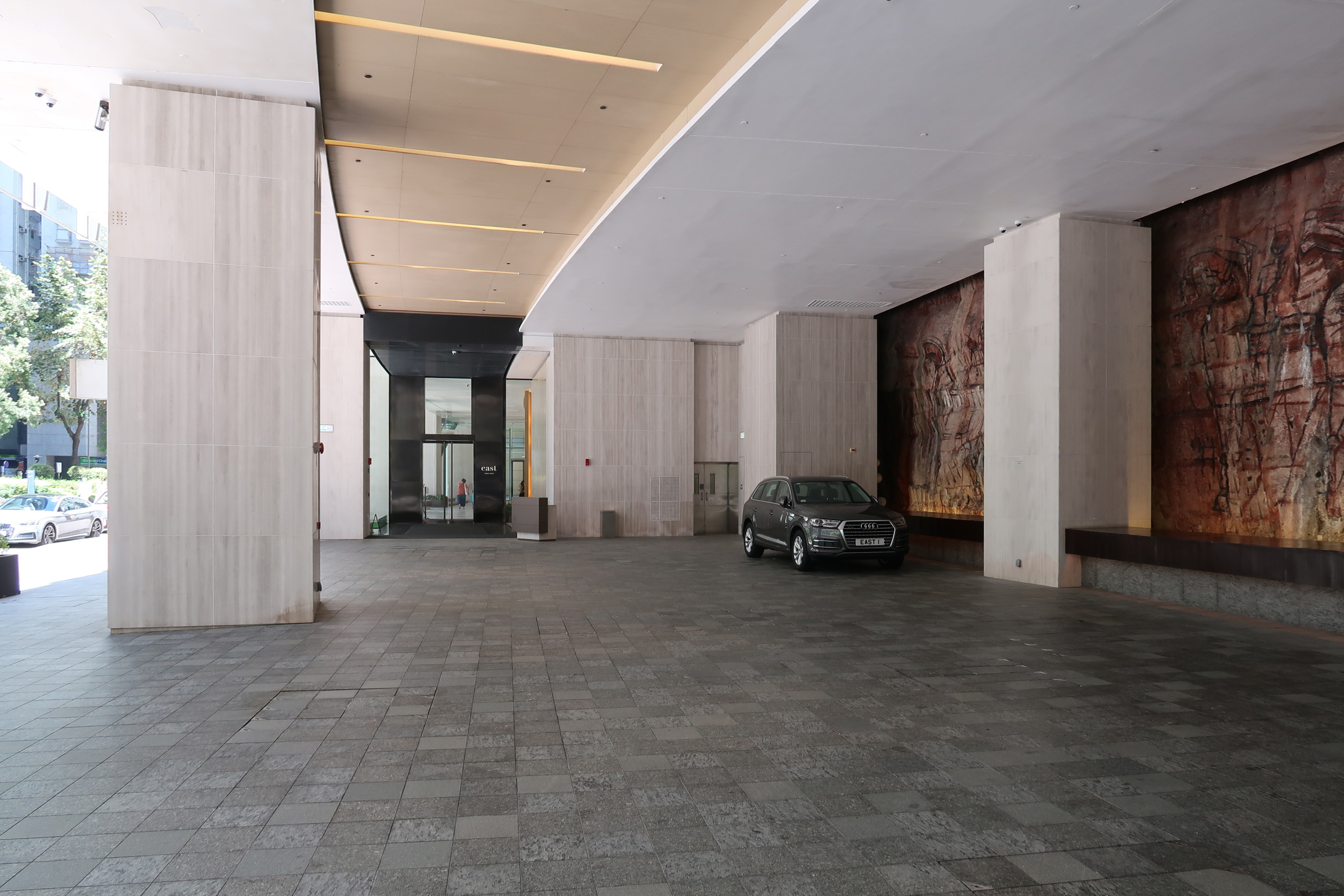
酒店入口上落客區
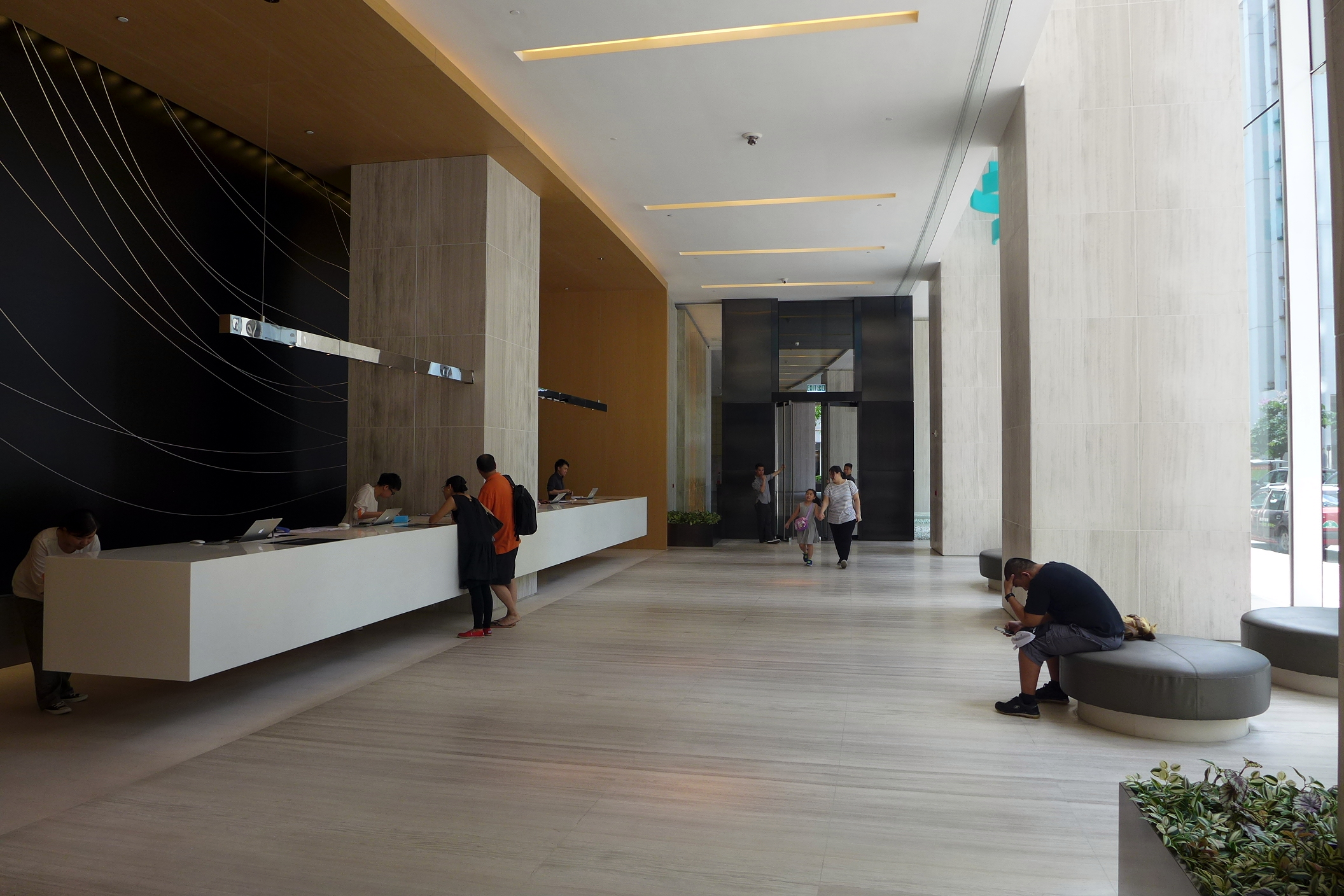
酒店大堂（2015年）
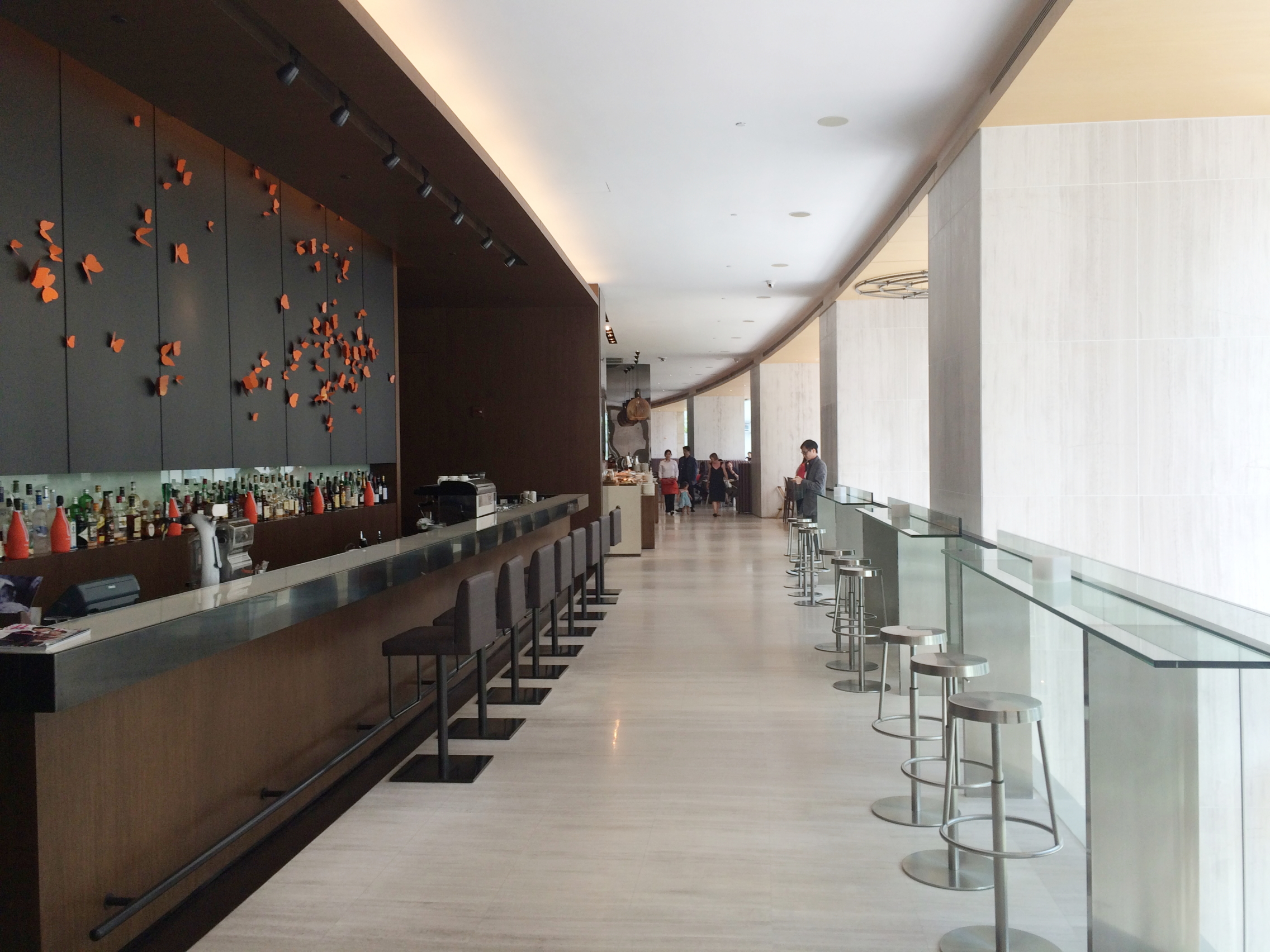
1樓FEASTAWAY（2015年），到2020年結業後改為咖啡廳及共享工作空間Domain
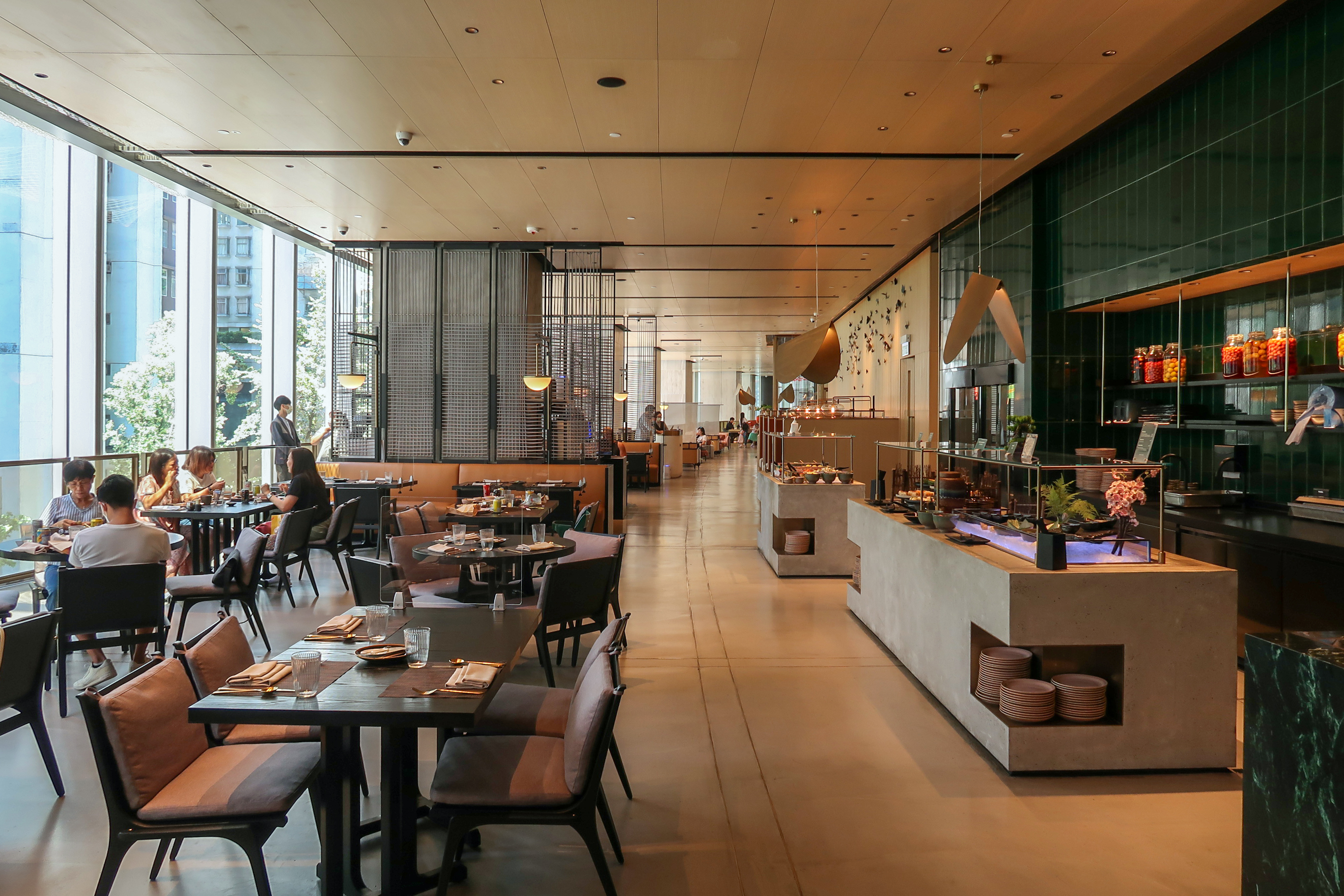
2020年翻新後的全天候餐廳Feast

## 外部連結
- 官方網頁 （页面存档备份，存于）